# 기독교와 불교
다음은 기독교와 불교 간의 관계에 대한 설명이다.

## 초기 기독교와 불교의 관계

### 기독교 성립에서의 불교영향설
불교가 기독교에 상당한 영향을 주었다는 연구들이 존재한다.

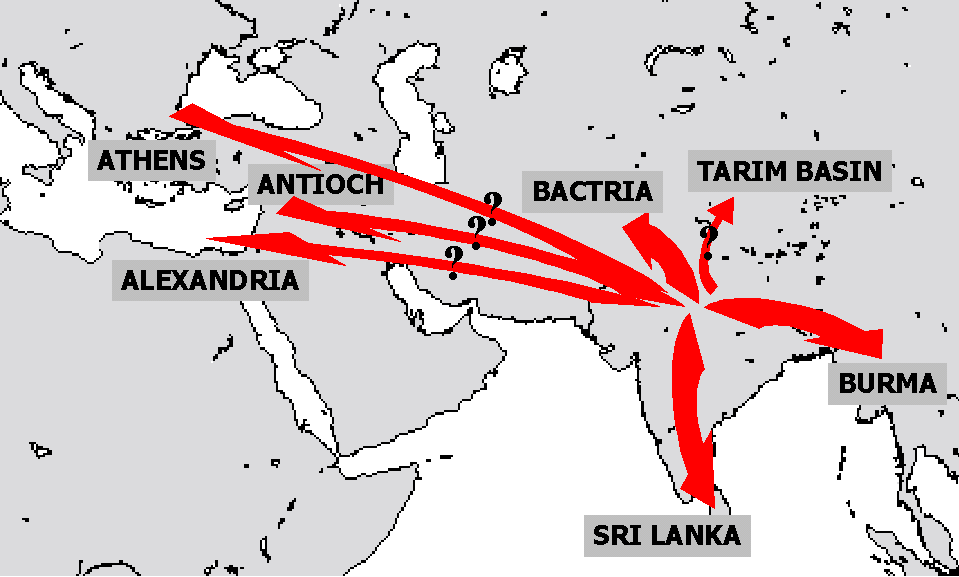
아소카왕(260-218 BCE) 때의 불교의 전파

유명한 역사학자이자 저술가인 Will Durant는 아소카왕이 불교 선교사들을 인도의 모든 지역과 실론, 시리아, 이집트, 그리스까지 보냈으며, 아마도 이들이 기독교 윤리학(ethics of Christ)을 만드는 데 도움을 주었을 것이라고 지적한다.
미국의 역사학자 Kenneth Scott Latourette에 따르면, 예수가 태어난 시기에, "불교는 이미 인도, 실론(스리랑카), 중앙 아시아, 중국에 널리 퍼져있었다."고 한다.
기원전 270년경, 인도에서는 아소카왕이 집권했다. 집권 이후에 그는 불교로 개종하였으며, 선교사들을 전 세계에 파견해서 석가모니의 가르침을 전파했다. 아소카왕은 그의 미션이 서방 국가들에게 우호적으로 수용되었다고 기록하였다.
일부 학자들은 예수가 불교의 영향을 받았으며, 토마스 복음서와 나그 함마디 텍스트(Nag Hammadi texts)는 이러한 불교의 영향을 받았다고 믿는다. 이러한 이론들은 다음과 같은 책들에 의해 대중에게 알려졌다:
- Elaine Pagel의 The Gnostic Gospels (1979)
- Elaine Pagel의 Beyond Belief (2003)
- Elmar R. Gruber와 Holger Kersten의 The Original Jesus (1995)

초기 종교 비교에 있어서 가장 최초이고 가장 유명한 학자 중 한 명인 막스 뮐러는 1883년 영국에서 출판된 그의 책 "India: What it can teach us"에서 다음과 같이 서술하고 있다:
"불교와 기독교 사이에 깜짝 놀랄 만한 일치성이 있다는 점은 부정할 수 없다. 그리고 불교가 기독교 보다 최소한 4백년 이전에 존재했었다는 점 또한 인정해야만 한다. 만약 어떤 이가 불교가 초기 기독교에 영향을 준 역사적인 경로를 나에게 가르쳐 줄 수 있다면, 나는 매우 감사하게 여길 것이다."
더 강력한 저서는 불교 영향설의 선구자인 독일 라이프치히 대학교의 루돌프 자이델(Rudolf Seydel) 교수에 의해 쓰였다. 1882년에 "The Gospel of Jesus in relation to the Buddha Legend"이 출판되었고, 1897년에 "The Buddha Legend and the Life of Jesus"이 출판되었다. 그의 책에서, 그는 불교와 기독교의 내용을 비교해 보니, 최소한 50개의 스토리가 일치하고 있다고 지적한다.
E. Washburn Hopkins 예일 대학교 교수는 그의 책 "History of Religions"에서, "예수의 삶, 유혹(temptation), 기적, 우화(parables), 그리고 제자들(disciples)까지도 불교로부터 직접적으로 영향을 받았다."라고 서술했다.
역사학자 Jerry H. Bentley는 불교가 기독교의 초기 발달에 영향을 주었을 가능성이 있다고 본다. 벤틀리는 학자들이 석가모니와 예수의 탄생, 삶, 교리, 죽음이 많이 유사하다는 점을 지적했다고 보고 있다.
Buddhism Omnibus의 Iqbal Singh는 초기에 역사적으로 상호교류가 있었다는 점과 초기 기독교 형성에 대한 불교의 영향을 인정한다.
심리학자인 Elmar R. Gruber와 종교역사 전문가인 Holger Kersten는 불교가 예수의 삶과 가르침에 상당한 영향을 주었다고 주장한다. Gruber와 Kersten은 예수가 상좌부불교(Theravada)의 스승들인 테라페우테(Therapeutae: 치유자들)에 의해 길러졌다고 주장한다. 그들은 예수가 불교도의 삶을 살았고, 제자들에게도 불교 사상을 가르쳤다고 주장한다; 그들의 저서는 1930년대에, "석가모니의 도덕적 가르침은 예수의 산상수훈과 4가지 가르침이 매우 유사하다"고 주장했던 옥스포드의 신약성서 학자 Barnett Hillman Streeter의 뒤를 잇는 것이다.

### 불교 영향설에 대한 반론
인스부르크 대학 박사후기 연구자로서 현대 불교학, 인도학, 기독교 등을 심층적으로 비교 연구한 정일권은 자신의 개인 블로그에서 불교가 초기 기독교 형성에 영향을 주었다는 주장은 주류 인도학과 불교학의 관점이 아니며, 일부 학자들이 근거로 제시하는 토마스 복음서와 나그 함마디 텍스트(Nag Hammadi texts)는 "정통 기독교 문서가 아니라, 초대교회가 이단으로 규정한 영지주의 기독교 문서" 라고 지적한다.
이어서 "주류 불교학자들도 불교가 영지주의적이라는 사실은 인정"하며, 영지주의를 신화의 복수로 이해하는 르네 지라르(Rene Girard) 등 여러 학자들의 관점에서 볼 때 불교와 영지주의 사이의 유사성은 "불교적 사유의 신화적 성격을 잘 보여주는 것"이라고 주장한다.
정일권은 최근까지의 종교학계 동향을 반영하는 자신의 저서 <붓다와 희생양>(SFC, 2013)에서 불교와 영지주의의 관련성에 관한 학자들의 견해를 다음과 같이 언급하였다.
현대 불교담론에 있어서 새로운 "영지주의적 유혹"에 대해서는 몇몇 학자들이 경고한 바 있다. 영지주의적 유혹은 야곱 뵈메로부터 니체와 칼 융까지 흐른다. "불교적 그노시스와 기독교적 아가페"라는 도식으로 두 종교가 비교되기도 한다. 지라르는 영지주의를 신화의 중간형태 혹은 약화된 형태로 본다. 불교는 일종의 "영지주의적 구원종교"다. "불교적 그노시스"라는 개념 아래서 두물린(Heinrich Dumoulin)은 기독교적 입장과 근본적으로 다른 불교 속에 흐르는 "영지주의적 경향들"과 "에소테릭한 모멘트"를 분석한다. 또한 "영지주의적 종류의 에소테릭한 유행 현상"이 야기하는 새로운 위험과 유혹에 대해서 경고한다.
Elaine Pagels는 불교가 영지주의에 영향을 주었다고 제안한다. Pagels는 예수 그리스도의 가르침과 동방 전통의 가르침 사이의 유사성을 시사했으나, 우연의 일치일 수 있다고 결론지었다. 직접적 영향이 없는 다른 문화권에서도 유사성은 나타날 수 있기 때문이다. 불교 신자 Jack McQuire는 4세기 이집트에서 기독교 수도원이 발전했는데, 불교 수도원과 시간적, 장소적으로 동일한 구조를 가지고 시작하였다고 주장하였다.
어른이 된 예수가 인도로 여행했고, 갈릴리에서 사역을 시작하기 전에 불교의 영향을 받았다는 주장은 1894년 Nicolas Notovitch가 'The Unknown Life of Jesus Christ'에서 처음 제기하였다. 그의 책은 널리 읽혔고 여러 학설들의 기초가 되었다. Ntovitch의 학설은 처음부터 논란거리였고 대대적인 비판을 받았다.   역사가들이 검증에 들어가자 Notovitch는 증거 조작 사실을 자백했다.
위키피디아 영문 사이트에서는 불교가 초기 기독교 형성 과정에 개입했다는 학설과 그에 대한 여러 학자들의 반론을 다음과 같이 소개하고 있다.
수많은 학자들이 불교가 기독교에 영향을 주었다는 가설, 특히 예수가 인도에 여행했다는 주장에 대해 역사적 근거가 전혀 없는 공상이라고 지적했다.
- Robert Van Voorst에 따르면 현대 기독교 학계는 "거의 만장일치로" 예수의 티벳, 캐시미르, 인도 여행설은 "아무 가치가 없다"는 데 동의한다.[18]

- Marcus Borg은 "학자들은 불제자들이 1세기까지 지중해 해안의 알렉산드리아에 머물렀음을 인정한다. 일부 학자는 예수가 그곳에 방문했거나, 또는 불교의 가르침이 나사렛에서 고작 4마일 떨어진 갈릴리의 주요 도시 셉포리스를 비롯한 유대 본토에 도달했음을 사실로 받아들인다. 대중적인 가설은 예수가 "잃어버린 시간들", 즉 역사의 무대에 나타나기 전의 수십 년 동안 인도에 여행했다고 말한다. 거기서 불교의 가르침을 접했다는 것이다. 그러나 모두 개연성도 없고 부적절한 설명이다. 두 종교의 유사성은 문화적 영향을 논할 수준이 못된다."라고 말한다.[19]

- Leslie Houlden은 예수와 붓다 사이의 교리적 유사성에 관한 현대의 담론은, 19세기 선교사 접촉 이후에 나타났으며, 불교와 예수의 접촉을 보여주는 믿을만한 역사적 증거는 없다고 지적한다.[20]

- Paula Fredriksen은 1세기 팔레스타인의 유대교적 배경을 떠나서는 진지한 학문적 논의가 불가능하다고 주장한다.[21]

- Eddy와 Boyd는 신약 저자들의 자료들 밖에서 영향을 받았다는 증거는 없으며, 1세기 유일신 신봉자들인 갈릴리 유대인들이 이교도의 가르침을 선뜻 수용했으리라고 가정하는 영향사 서술은 대부분의 학자들이 완전히 거부한다고 말한다.[22][23]

## 근대 불교에 대한 기독교의 영향
근대 이후 기독교가 불교 근대화에 영향을 미쳤다는 주장이 있다.
정일권은 기독교 선교사의 활동 등에 의해 서구 문화가 동양에 유입된 것을 계기로 동양 불교학계에서 기독교를 대상으로 하는 비교연구가 확산되었음을 시사하는 논의들을 '프로테스탄트 불교' 담론의 범주에서 소개하였다. 프로테스탄트 불교(Protestant Buddhism)라는 용어는 옥스퍼드 대학 곰브리치(R. Gombrich) 등 불교학자들이 19세기 이후 동남아 불교인들 사이에서 전개된 서구 기독교적 불교 근대화 시도를 규정한 표현이다. 프로테스탄트 불교는 "기독교에 대한 저항으로 등장했지만 동시에 기독교를 반영하고 있다." 남방불교 평신도 지식인들은 개신교적으로 근대화된 불교를 참된 순수불교로, 기존의 제의적, 마술적 현실불교를 비불교적인 것으로 여기기 시작했다. 석가모니를 마틴 루터 같은 사회개혁가로 묘사하는 것은 "아시아 종교들을 서구 기독교의 이미지로 제시하려는 경향"의 산물이다.
프로테스탄트 불교의 특징을 보여주는 대표적 사례들은 다음과 같다.

#### 의식(儀式)의 모방
Winston L. King은 근대 불교가 "기독교적 모델을 따라서 불교 결혼식을 무의식적으로 고안"했다고 지적한다. 본래 전통적인 불교 승려들은 결혼식 등 개인의 인생 주기와는 상관이 없었고 예외적으로 장례식에서만 성례와 비슷한 역할을 했다. Gombrich의 표현처럼 출가승들은 "자신의 양떼들을 목양하는 목자"가 아니었다.
또 승려들은 인격성을 드러내지 않기 위해 앉아서 얼굴을 가리고 설법했던 전통에서 벗어나 점차 서서 제스처를 사용하는 기독교적 설교법을 채택하기도 했다.

#### 학문적 모방
불교 고고학 권위자 그레고리 쇼펜은 자신의 논문 "고고학과 인도불교 연구에 있어서의 프로테스탄트적인 전제들"에서 불교학 일각의 '학문이론적 모방현상'을 지적하였다. 쇼펜은 불교학자들이 출가승들에 의해서 생산된 이상적이고 규범적인 문헌과 경전 이해를 통한 교리 연구에만 집착하는 이유를 불교학의 프로테스탄트적 전제에서 찾는다. 불교를 개신교처럼 탈제의화하고 신학화하려는 전제와 경향이 존재한다는 것이다. 그는 불교학이 과도한 문헌 집착에서 벗어나 성시순례에서 불탑 숭배, 티벳 불교의 장례 제의 등 경험적이고 고고학적인 증거들에 관심을 가질 것을 촉구한다.
또 프로테스탄트 불교에 내재된 오리엔탈리즘적 정서가 불교에 대한 '의심의 해석학'의 적용을 주저하게 만들었다는 지적도 있다. 서구인들은 역사적 예수를 줄기차게 의심하고 심지어 영화 ‘다빈치 코드’처럼 자기종교재판을 엔터테인먼트 상품화하여 소비하면서도, 불교에 대해서는 "후기식민주의적 보상의 정서와 그 복원의 해석학"으로 인한 대화와 관용의 유행 속에서 낭만적으로만 이해한다는 것이다.

#### 윤리적 모방
정일권은 현대 참여불교 운동이 불교에 내재된 희생제의적 폭력의 위험성을 간과하고 전혀 다른 문화 모태에서 발생한 기독교 사회윤리를 섣불리 모방하려 한다고 지적한다. 대개 출가승이 전유하던 계율들을 재가신자들에게 확대 적용하는 식으로 불교식 사회윤리를 새롭게 세우려하는 참여불교 운동은 보살행의 파계적 차원에는 침묵하고 있다는 것이다. 정일권은 기독교와는 달리 불교에는 출가자와 재가자 사이에 뿌리 깊은 제의적 구분이 존재하며, 양측의 규범은 서로 통용되기 어렵다고 본다. 제의적 규범의 경계 이탈은 일본 선불교가 천황을 위한 무차별적 희생을 국민들에게 요구했던 것과 같은 실제적 위험을 초래할 수 있다고 경고한다.

## 기독교와 불교의 문화발생학적 차이
다원주의 종교학은 바람직한 윤리적 동기에도 불구하고 과도한 갈등 기피증에 빠져 종교 간의 차이보다는 유사성을 밝히는 쪽으로 치우쳤으며, 무역사적 종교 이해와 낭만적 대화에 머물러 학문적 깊이와 진실성을 손상시켰다고 비판 받기도 한다. 개별 종교에 대한 기초연구에 충실할 때 기독교와 불교 사이에 다음과 같은 근본적 차이가 드러난다고 보는 종교학자들이 있다.

##### 유일신론과 다불사상
불교학자 Dumoulin은 일찍이 예수와 싯다르타가 종교 창시자로서의 지위가 다르다고 지적한 바 있다. 붓다는 예수처럼 역사상 일회적으로 존재하지 않으며, 석가 이전에도 이미 6명의 붓다들이 존재했고, 이후 대승경은 "갠지스강의 모래"처럼 많은 붓다의 존재를 언급한다. Collins, Lamotte, Shlingoff 등에 따르면 힌두교와 불교 세계관에서는 개체의 유일성이 그다지 중요하지 않으며, 붓다는 항상 영원한 시리즈 중에 하나로 등장한다.
신앙 대상의 유일성과 복수성의 차이는 모방의 문제와 관련된다. 불교의 목표는 성불, 곧 붓다가 되는 것이다. 반면에 기독교는 예수를 본받도록(Imitatio Christi) 권유할 뿐, 예수가 되도록 요구하지 않는다. 다신교 전통에 있는 고대 종교문화는 대체로 모방의 교리를 발전시키지 못했다. 힌두교의 성자들은 일반인이 모방해서는 안 되는 '안티모델'로 여겨졌고, 파계적인 불교의 싯다들 또한 "자신을 모방하려고 하는 자들을 강하게 물리쳤"으며, 그리스인들도 디오니소스를 윤리적 모범으로 여기지 않았다.
정일권은 보살들의 영웅적 행위는 일반인이 따라할 수 없는 신성한 예외이며, 특히 그들의 파계적 행위는 의도적으로 범하는 통과제의적 죄악으로 재가신자들이 모방해서는 안 된다고 지적하면서, 기독교 유일신론의 사회윤리적 독특성을 강조한다

#### 불교의 파계 전통과 제의적 요소들
정일권은 르네 지라르의 신화 분석을 불교연구에 적용하여, 불교의 파계 전통을 고대 종교에 공통적으로 존재했던 통과제의적 죄악으로 해석하면서, 기독교가 구약시대로부터 간직해온 예언자 전통의 인류학적 독특성에 주목한다. 또한 불교의 파계는 소신공양, 미라 붓다, 주술 등과 발생 모태를 공유한다고 제안한다. 그것들은 모두 고대의 제의 공간에서 발생했던 무차별성과 성스러움을 오랫동안 보존해온 문화인류학의 살아있는 화석이라는 것이다.
기독교에는 파계 전통이 존재하지 않는다는 것이 종교학자들의 중론이다. 학자들은 '기독교에는 없고 불교에만 있는' 파계 전통과 제의적 요소의 증거들을 다음과 같이 제시한다.
- 붓다와 출가승들의 나쁜 카르마

신약 성서가 그리스도의 무죄성을 반복적으로 언급하는 데 반해, 여러 불교 문헌들은 붓다와 출가승들의 죄업을 상세하게 기록하고 있다. 붓다의 나쁜 카르마에 관한 남방불교의 기록을 연구한 Walters와 Xing에 의하면 붓다는 여러 전생에 걸쳐 다른 붓다나 출가승을 살해하는 등의 범죄를 저지른 대가로 지상에서 6년 동안 혹독한 고행을 해야 했다. 초기 불교 성자들에 관한 다른 기록들에도 출가자들의 삶을 전생에 스스로 지은 나쁜 죄과의 응보로 묘사하는 전형적 주제들이 등장하며, 이는 이후에도 반복해서 등장한다.
기독교가 제의적 흔적들을 포함하는 유사 기독교적 영지주의 문서들을 취급함에 있어서, 초기부터 그것들을 이교문서로 규정하고 정통을 변론하는 엄격함을 보인 것과 달리, 불교는 정전화 전략보다는 과거의 불편한 기록들을 후대에 방편이나 보살들의 교묘한 기술정도로 탈색, 미화하는 해석학적 전략에 머물렀다. 한스 큉은 불교학이 기독교 신학에 비해 경전을 문헌비평적, 역사비평적으로 다루려하지 않고, 동남아시아에서는 아직도 경전비평을 신성모독으로 간주하는 현실을 지적한다. 정일권은 고대의 제의적 요소가 점차 약화, 미화, 승화하는 과정, 즉 "흔적제거"의 과정이 여러 종교들에서 공통적으로 나타난다고 본 Girard의 시각에서 불교의 방편 교리를 평가하였다.
- 선불교의 파계 전통

선불교 전통은 깨달음의 과정 중에 살불살조를 요구한다. 수행 중 부처든 조사든 누구를 만나든지 그를 죽여야만 해탈에 이를 수 있다는 것이다. 세계적인 선불교 연구가 포르(Bernard Faure)는 붓다, 보살, 신화적인 출가승들은 일종의 트릭스터(trickster, 도덕, 관습을 무시하고 사회를 어지럽히는 신화 속 인물)이며 선불교 명상과 지혜를 특징짓는 "초월의 논리"는 본질적으로 "모든 규칙에 대한 파계"라고 보았다. 포르는 "선불교의 미친 사람들"의 "광기"가 지니는 전복적 위험성 때문에, 선불교 정통주의는 이들을 담론의 중심에 세우면서도 가급적 중성화시키려 했다고 지적한다.
- 소신공양

불교역사에는 출가자들의 제의적 분신 사례가 많다. 대승불교 출가승들은 통과제의적으로 "무조건 자기 자신이나 적어도 신체 일부를 태워야 했다." 동남아에서 최근까지 지속된 소신공양, 동아시아에서 여전히 이루어지는 출가승 정수리 연비도 오랜 전통의 잔재다. Kleine는 법화경, 특히 제23장 약왕보살본사품이 이러한 제의적 현상의 주요한 근거로 작용했다고 본다. 법화경에서 붓다들은 소신공양이야말로 으뜸의 공양이라고 극찬한다. Kleine는 이 종교적 자살의 상당수는 고대로부터 불교안팎에 존재했던 인신제사 전통과 연결되는 것으로 "집단을 위한 은폐된 인신제사"로 이해해야 한다고 주장한다. Orzech는 소신공양의 문화적 기원을 힌두교 베다의 불 제사에서 찾는다.
- 미라 붓다

포르는 일본에서 스스로 미라가 된 성인들이 풍요와 다산을 약속하는 존재로 숭배되며, 무상철학을 가르치는 불교 고승이 역설적으로 죽음 이후 미라로 신성화되는 현상을 지적한다. 미라 숭배는 7세기 중국과 한국 불교에서도 발견된다. 정일권은 미라가 된 붓다들을 자발적 혹은 비자발적으로 집단에서 추방된 은폐된 희생양으로 보았다.
- 제의적 명상

포르는 불교 명상이 본질적으로 죽음을 제의화한 것이라고 일관되게 지적해왔다. 명상을 통해 출가자는 일시적 죽음을 체험하는 살아있는 무덤처럼 된다는 것이다. 불교 명상의 직접적 기원인 요가 명상에서 윤회를 벗어나기 위한 최종 관문인 삼매(Samadhi)는 수행자가 산 채로 묻히는 무덤을 의미하기도 했다. Schlingloff는 불교의 깨달음과 죽음 사이에 본질적 차이가 없다고 보았다.  탐비야(Tambia Mudaliyar Sabarutnam)에 의하면 불교 출가승들은 화장터에 거주하고 시체안치소에 버려진 옷들을 사용하며 시체의 부패를 바라보면서 죽음을 명상하는 일에 많은 시간을 보냈다. 전통 불교가 '장례식 불교'로 기능한 것은 우연이 아니다.
Dumoulin은 "비대상적" 명상인 불교명상이 그리스도의 신비와 계시를 초점으로 하는 기독교의 "대상적" 명상과는 근본적으로 다르다고 지적한다.
- 성적 심볼리즘

불교의 발생학적 모태인 요가 전통에서 성(性)은 가장 깊은 심볼리즘이다. 연꽃은 여성의 성기를 상징했다. David Gordon은 요가를 남녀 간의 "성관계의 내면화"로 규정했다. Doumulin에 의하면 붓다들의 명상자세인 가부좌도 성관계를 상징하는 자세로부터 파생되었다. 가부좌는 신성한 자세로 여겨졌고, 거기서 마술적인 능력들이 흘러나온다고 신앙되었다는 것이다. Shaw는 자신의 탄트라불교 연구서에서 "탄트라 불교는 붓다가 궁궐을 떠나기 전에 섹스의 모든 비밀들을 배웠다고 주장하는데, 이 경우에도 섹스는 출산을 목표로 한 것이 아니었다."라고 언급하고 있다. Hartsuiker는 탄트라 불교의 제의와 형이상학적 용어들에서 원형적 성행위의 "흔적들"을 발견한다. Strong은 일부 탄트라 출가승들이 "가장 부정(不淨)한 형태의 삼사라, 곧 육식, 음주, 그리고 섹스"를 범함으로써 니르바나에 이르고자 했다고 지적했다.
- 경전과 주술

포르는 불교 경전 자체를 마술적인 부적으로 취급하는 현상을 지적한다. Pye는 일본의 사례에서, Terwiel은 남방불교의 사례에서 경전 내용과 무관하게 경전 자체가 액운을 막고 행운을 가져다주는 주문으로 사용되는 현상을 관찰한다. 포르는 불교의 선문답이나, 심지어 대승불교의 요체인 반야심경조차 마술적 다라니로 사용되었다고 말한다. 그는 이런 현상을 후대 불교의 변질이나 타락의 결과로 보지 않는다. 반야심경 말미의 '아제아제(gate gate)' 주문에 대하여 반야심경 스스로가 '주'(呪, mantra)라고 밝히고 있다는 것이다. 반야심경은 색즉시공과 같은 경문(經文)으로 일체법은 공이라고 하면서도, 그 말미에서는 힌두교의 만트라 주술세계에 몰입하는 이중성을 보인다. 정일권은 "대승불교는 주문, 주술을 인정하고 '잡밀'(雜密)이라 불리는 갖가지 다라니 경전을 제작"했으며 "어떠한 대승경전이라도 힌두교의 주술적 세계를 벗어나지 않는다."고 단언한다.

#### 사회구조적 차이
일체의 구별적 인식을 벗어나 무아를 체현하고자 하는 불교 사상이, 역설적으로 신과 피조물, 그리고 피조물 상호간의 엄격한 존재론적 구별에 기초하는 기독교 세계관보다도 사회적 이분법에 더 강력히 의존하고 있으며, 그러한 사회적 차이를 구조적으로 심화시켜왔다고 보는 연구들이 있다. Collins는 출가자/재가자, 니르바나/삼사라, 무욕/욕망, 정글/마을 등의 이중구조에 불교를 이해하는 핵심이 있다고 본다.  니르바나와 삼사라의 이분법은 출가자와 재가자 사이에 존재하는 "사회적 이분법"으로부터 파생되었다. Conze는 출가자와 재가자의 존재영역이 뚜렷히 구별되었다고 지적했으며  Ilana, Tambiah 등은 남방불교에서 두 신분 간의 사회적 구별이 계율의 구별에 의해 뒷받침되는 정황에 주목했다.
정일권은 사성제와 팔정도가 본래 기독교의 십계명이나 산상수훈처럼 신분을 초월하여 보편적으로 적용되는 규범이 아니었다고 말한다. 출가자와 재가자 간의 가치와 규범이 본질상 서로 통용되기 어렵다는 사실은 두 집단 사이의 계율적 구분이 사회적 이분법을 심화, 재생산할 수 있음을 시사한다. Max Weber는 힌두교와 불교 문명권의 합리화가 지체된 이유를 재가자들을 향한 사회윤리적 십계명이나 산상수훈의 부재에서 찾는다.

#### 평등사상의 차이
James Laidlaw는 불교와 같은 "세계포기자 전통에서 공통적으로 발견되는 카스트 제도에 대한 부인"을 사회해방적인 것으로 오도하는 해석들에 대해 비판한다. M. Weber는 출가집단이 다양한 카스트에서 구성원을 모집한 것은 불교만이 아니라 요기적 출가승 집단 일반의 관행이며, 붓다는 신들의 존재나 카스트 제도를 거부하기보다는 "전제"했다고 말했다. Dumont은 붓다가 "카스트 제도를 공격하지도 개혁하지도 않았다"고 하면서 붓다를 사회개혁가로 평가하는 견해들을 거부하였고, E. Weber는 이러한 해석들이 서구적 이데올로기에 불과하다고 했다.  Gombrich, Lamotte, Helmut 등은 이를 "심각한 시대착오"로 평가했다.
많은 학자들이 기독교, 특히 종교개혁 이후 개신교가 서구에서 종교적, 세속적 신분 관념과 그 제도를 허물고 개인에 기초한 인권 사상을 출현시키는 중요한 동인으로 작용했다는 견해에 동의한다.

#### 예수와 보살의 차이
종교현상학적 관점에서 예수와 보살을 무리하게 비교하는 프로테스탄트 불교적 연구들에 대한 비판이 있다.
Brück과 Lai는 천한 소외계층과 교제했던 그리스도와 창녀들이나 천민 여자들과 반사회적이고 파계적인 관계를 가지기도 했던 마하싯다들을 무차별적으로 비교한다고 지적한다.  탄트라 불교 전통의 마하싯다들의 파계는 예수에게서 발견되지 않는다.
Cheng-mei Ku는 "절벽에서 뛰어내리고, 자기자신을 불태우고, 또 자기 자신을 여러 조각으로 자르는" 보살행의 사례에 주목하였고, David-Néel은 이런 유의 보살행을 "환상적인 영웅의 잔인하고, 비도덕적이며 그리고 건전한 상식에 위배되는 무제한적인 이웃사랑"이라고 표현하였다.  Bareau는 "대자비의 영웅"은 도움을 구해야 할 신적인 대상이지 "모방할만한 모델"이 아니라고 했다. 불교 문헌에 나타난 보살들의 자기희생에 관한 묘사들은 서구인들의 시각에서는 '상식을 벗어난 수준'으로 비춰진다. Shingloff은 "보살들이 어떤 희생에도 준비가 되어있다는 것을 보여주는 것 이외에 어떤 목적도 없는 것처럼"보인다고 했다. Domoulin에 의하면 보살행에 관련된 제의적 서원들 중에는 서구인에게는 물론이고 심지어 20세기 후반 이후 불교의 탈신화화를 주도해온 일본 불교인들이 보기에도 경악할만한 내용들이 많다.
정일권은 보살 이야기에 신화적 잔재가 남아있는 한 보살과 예수 그리스도를 동일한 사회윤리적 차원에서 비교하기는 어렵다고 지적한다. 그러한 비교는 무엇보다 불교 파계 전통의 반사회성으로 인해 결국 보살을 그리스도화하는 방향으로 치우칠 수밖에 없다는 것이다.

## 같이 보기
- 아시아의 기독교
- 경교경전
- 마이스터 에크하르트

## 참고 문헌
1. ↑  Will Durant, The Story of Civilization: Our Oriental Heritage, Part One (New York: Simon and Schuster, 1935), vol. 1, p. 449
2. ↑  Latourette, Kenneth Scott (1975). A History of Christianity.  p. 274
3. ↑  History of Religions, 1918, E. Washburn Hopkins, Professor of Sanskrit and comparative Philology, p 552,556
4. ↑  Bentley, Jerry H. (1993). Old World Encounters. Cross-cultural contacts and exchanges in pre-modern times. Oxford University Press.
5. ↑  Iqbal Singh, S. Radhakrishnan, Arvind Sharma, (June 24, 2004)). The Buddhism Omnibus: Comprising Gautama Buddha, The Dhammapada, and The Philosophy of Religion. USA: Oxford University Press.
6. ↑  Gruber, Elmar and Kersten, Holger. (1995). The Original Jesus. Shaftesbury: Element Books.
7. ↑  정일권, 《붓다와 희생양-르네 지라르와 불교문화의 기원》, (서울: SFC, 2013), 311.
8. ↑  Jacques Albert. Cuttat, Asiatische Gottheit –christlicher Gott: Die Spiritualität der beiden Hemisphären (Einsiedeln: Jhannes Verlag, 1971), p.94., 정일권, Ibid.
9. ↑  Aloysius Pieris, “Christentum und Buddhismus im dialog aus der Mitte ihrer Traditionen,” in Andreas Bsteh(Hrsg). dialog aus der Mitte christlicher Theologie, Beiträge zur Religionstheologie 5 (Mödling: Verlag Herder, 1978), pp.93-6., 정일권, Ibid.
10. ↑  Dumoulin, Begegnung mit dem Buddhismus: Eine Einführung (Freiburg-Basel-Wien: erlag herder, 1978), pp.93-6., 정일권, Ibid.
11. ↑  Pagels, Elaine (1979). The Gnostic Gospels. New York: Random House, repr. 1989.
12. ↑  Pagels, Elaine (1979). The Gnostic Gospels. New York: Random House, repr. 1989.
13. ↑  Maguire, Jack (2001). Essential Buddhism. Simon and Schuster. pp. 159–160. ISBN 0-671-04188-6.
14. ↑  The Unknown Life Of Jesus Christ: By The Discoverer Of The Manuscript by Nicolas Notovitch (Oct 15, 2007) ISBN 1434812839
15. ↑  Simon J. Joseph, "Jesus in India?" Journal of the American Academy of Religion Volume 80, Issue 1 pp. 161-199 "Max Müller suggested that either the Hemis monks had deceived Notovitch or that Notovitch himself was the author of these passages"
16. ↑  New Testament Apocrypha, Vol. 1: Gospels and Related Writings by Wilhelm Schneemelcher and R. Mcl. Wilson (Dec 1, 1990) ISBN 066422721Xpage 84 "a particular book by Nicolas Notovich (Di Lucke im Leben Jesus 1894) ... shortly after the publication of the book, the reports of travel experiences were already unmasked as lies. The fantasies about Jesus in India were also soon recognized as invention... down to today, nobody has had a glimpse of the manuscripts with the alleged narratives about Jesus"
17. ↑  Indology, Indomania, and Orientalism by Douglas T. McGetchin (Jan 1, 2010) Fairleigh Dickinson University Press ISBN 083864208Xpage 133 "Faced with this cross-examination, Notovich confessed to fabricating his evidence."
18. ↑  Van Voorst, Robert E (2000). Jesus Outside the New Testament: An Introduction to the Ancient Evidence. Eerdmans Publishing. ISBN 0-8028-4368-9page 17
19. ↑  Borg, M., Jesus & Buddha: The parallel sayings, Ulysses Press, 2004, p.10
20. ↑  Jesus: The Complete Guide 2006 by Leslie Houlden ISBN 082648011Xpage 140
21. ↑  Fredriksen, Paula. From Jesus to Christ. Yale University Press, 2000, p. xxvi.
22. ↑  Gerald O'Collins, "The Hidden Story of Jesus" New Blackfriars Volume 89, Issue 1024, pages 710–714, November 2008
23. ↑  The Jesus legend: a case for the historical reliability of the synoptic gospels by Paul R. Eddy, Gregory A. Boyd 2007 ISBN 0-8010-3114-1page 53-54
24. ↑  정일권, Ibid: 근대 불교의 기독교 모방에 대한 논의는 책 전반에 걸쳐 소개되지만 특히 「6장_프로테스탄트 불교」를 보라.
25. ↑  Richard Gombrich, Der Theravada-Buddhismus: Vom alten Indien bis zum modernen Sri Lanka(Stuutgart, Berlin, Köln: Kohlhammer 1997), pp.177-200; John Clifford holt, Buddha in the Grown. Avalokiteśvara in the Buddhist Traditions of Sri Lanka (New York/Oxford: Oxford University Press. 1991), p.9., 정일권, Ibid, 230.
26. ↑  Gombrich, Der Theravada-Buddhismus: Vom alten Indien bis zum modernen Sri Lanka, p.178.,정일권, Ibid.
27. ↑  정일권, Ibid, 235.
28. ↑  King, Orientalism and Religion: Postcolonial Theory, India and ‘the Mystic East’, p. 145., 정일권, Ibid.
29. ↑  Richard Gombrich, “Enleitung: Der Buddhismus als Weltreligion,” in Der Buddhismus: Geschichte und Gegenwart, ed. heinz Bechert und Richard Gonbrich (München: C.H.Beck, 1984), p.26; Gombrich and Obeyesekere, Buddhism Transformed. Religious Change in Sri Lanka, p. 228.,정일권, Ibid, 230.
30. ↑  Gombrich, Der Theravada-Buddhismus: Vom alten Indien bis zum modernen Sri Lanka, pp. 151-2.,정일권,Ibid.231.
31. ↑  정일권,Ibid.
32. ↑  Gregory Shopen, “Archaeology and Protestant Presuppositions in the Study of Indian Buddhism,” history of Religions 31, no.1.1991,pp.1-23., 정일권, Ibid, 238.
33. ↑  정일권, Ibid, 303.
34. ↑  정일권, Ibid.
35. ↑  정일권, Ibid, 306-308.
36. ↑  Faure, Chan Insights and Oversights: An Epistemological Critique of the Chan tradition (Princeton: Princeton University Press, 1993), p.77., 정일권,Ibid, 258.
37. ↑  정일권, Ibid, 336-339.
38. ↑  Heinrich Dumoulin, Geshichte des Zen-Buddhismus, Band I: Indien und China (Bern-München: Reinhardt 1918), pp. 15-6.,정일권, Ibid, 96.
39. ↑  Heinz Bechert, “Mythologie der singhalesischen Volksreligion,” in Götter und Mythen des indischen subkontinents. Wörterbuch der Mythologie. erste Abteilung Die Alten kulturvölker. Band V Götter und Mythen des indischen Subkontinents, ed. Hans Wilhelm Haussing (Stuttgart: Ernst Klett Verlag, 1984), p.418.,정일권, Ibid.
40. ↑  Hans-Joachim Klimkeit, “Die Heilsgestalten des Buddhismus,” in: Heinz Bechert u.a.:Der Buddhismus I. Der indische Buddhismus und seine Verzweigungen, Die Religionen der Menschheit, 24.1 (Stuttgart: Kohlhammer, 2000), p.257.,정일권, Ibid.
41. ↑  Collins, Selfless Persons: Imagery and Thought in theravada Buddhism, p. 274; Gombrich, Der Theravada-Buddhismus: Vom alten indien bis zum modernen Sri Lanka, p. 11; Étienne Lamotte, “Der Buddha, Seine Lehre und Seine Gemeinde,” in Der Buddhismus. Geschichte und Gegenwart, ed. H. Bechert und R. Gombrich (München: C.H.Beck, 1984), p.36; Schlingloff, Die religion des Buddhismus I: Der Heilsweg des Mönchtums, p. 115.,정일권, Ibid.
42. ↑  Lopez and Rockefeller (ed), The Christ and the Bodhisattva, 39.,정일권, Ibid, 98.
43. ↑  Wendy Doniger O’flaherty, The Origins of Evil in hindu Mythology (Berkeley/Los Angeles/London: University of California Press, 19980), chapter 3. The Problem of Imitation (pp. 286-309.,정일권, Ibid.
44. ↑  André Bareau, “Der indische Buddismus,” in André Baradeau, Walter Shubring, Christoph von Fürer-haimendorf, Die Religion Indiens III: Buddhismus-Jinismus-Primitvvölkert, Die Religionen der Menshheit. Band 13, ed. Christel Matthias (Schröder: Stuttgart 1964), p.180.,정일권, Ibid.
45. ↑  Girard, Battling to the End: Convversations with Benoit Chantre, 101.,정일권, Ibid.
46. ↑  정일권, Ibid, 특히 2장, 3장을 보라.
47. ↑  Jonathan S. Walters, “The Budda’s Bad Karma: A Problem in the History of Theravada Buddism,” in Numen: International Review for the history of Religions 37/1 (1990)’ Guang Xing, “The Bad Karma of the Budda,” in Buddhist Studies Review 19, no. 1 (2002).,정일권, Ibid, 100.
48. ↑  Tambiah, The Buddhist Saints of the forest and the Cult of Amulets, p. 23.,정일권, Ibid.
49. ↑  정일권, Ibid, 229.
50. ↑  Girard Girard, Das Ende der Gewalt: Analyse des Menschheitsverhängnisses, p. 137.,정일권, Ibid, 102.
51. ↑  Dumoulin, Geschichte des Zen-Buddhismus Band I: Indien und China, p. 186.,정일권, Ibid, 108.
52. ↑  Bernard Faure, The Rhetoric of Immediacy: A Cultural Critique of Chan/Zen Buddhism (Princeton: Princeton Unversity Press: 1991), pp. 116-21.,정일권, Ibid, 104.
53. ↑  Faure, The Red Thread: Buddhist Approaches to Sexuality, p. 99,정일권, Ibid, 105.
54. ↑  Faure, The Red Thread: Buddhist Approaches to Sexuality, p. 102.,정일권, Ibid, 106.
55. ↑  Helmuth von Glasenapp, Der Buddhismus in indien und im Fernen Osten: Schicksale und Lenensformen einer Erlösungsreligion (Berlin-Zürich: Atlantis Verlag. 1936.), pp. 216-7.,정일권, Ibid, 112.
56. ↑  Kleine, “Sterben für den Buddha, Sterben wie der Buddha: Zu Praxis und Begründung ritueller Suizide im ostasiatischen Buddhismus,”, p.29, 각주 126.,정일권, Ibid.111
57. ↑  Kleine, Ibid, p.21.,정일권, Ibid.
58. ↑  Kleine, “Sterben für den Buddha, Sterben wie der Buddha: Zu Praxis und Begründung ritueller Suizide im ostasiatischen Buddhismus,” p. 39.,정일권, Ibid.
59. ↑  Charles D. Orzech, “’Provoked Suicide’ and the Victim’s Behavior,” in Curing Violence: Essays on René Girard, pp.144-5.,정일권, Ibid.110.
60. ↑  Faure, The Red Thread: Buddhist Approaches to Sexuality, p. 114.,정일권, Ibid.118.
61. ↑  Hori, “Self-Mummified Buddhas in Japan: An Aspect of the Shugen-Dō (’Moutain Asceticism’) Sect,“ pp. 223-4.,정일권, Ibid.
62. ↑  정일권, Ibid, 120.
63. ↑  Faure, The Rhetoric of Immediacy. A Cultural Critique of Chan/Zen Buddhism, Chapter 9.,정일권, Ibid,123.
64. ↑  Faure, Ibid, p. 296.,정일권, Ibid.
65. ↑  Faure, 위의 논문, p. 154.,정일권, Ibid, 124.
66. ↑  Schlingloff, Die Religion des Buddhismus. I: Der Heilsweg ded Mönchtums, p. 114.,정일권, Ibid, 125.
67. ↑  Heinrich Dumoulin, Zen im 20. Jahrhundert (Frankfurt am Main: Fischer-Taschenbuch-Verlag, 1993), p.144.,정일권, Ibid, 127.
68. ↑  David Gordon White, “Introduction. Tantra In Practice Mapping a Tradition,” in David Gordon White(ed), Tantra in Practice. Princeton Reading in religions (Princeton-Oxford: Princeton University Press, 2000), p. 15.,정일권, Ibid, 135.
69. ↑  Dumoulin, Der Erleuchtungsweg des Zen im Buddhismus, p.28.,정일권, Ibid.
70. ↑  Shaw, Passionate Enlightenment. Women in Tantric Buddhism, p. 143.,정일권, Ibid.
71. ↑  Hartsuiker, Sādhus: holy men of India, 28.,정일권, Ibid, 136.
72. ↑  Strong, The Experience of Buddhism: Sources and Interpretations, p. 197.,정일권, Ibid, 136.
73. ↑  Faure, Der Buddhismus, p.107.,정일권, Ibid, 227.
74. ↑  Pye, atja Triplett, mit Beiträgen von Monika Shrimpf, Streben nach Glück: Schicksalsdeutung und Lebensgestaltung in japanischen Religionen, p.44.,정일권, Ibid.
75. ↑  Terwiel, Monks and Magic: An Analysis of religious Ceremonies in Central Thailand, p.14.정일권, Ibid.
76. ↑  Faure, Der Buddhismus (Bern/München/Wein: Scherz Verlag, 1998), p.30.,정일권, Ibid, 255.
77. ↑  Faure, Chan Insights and Oversights: An Epistemological Critique of the Chan Tradition(Princeton: Princeton University Press, 1993), p.149, 각주 17.,정일권, Ibid,
78. ↑  정일권, Ibid, 256.
79. ↑  Collins, Selfless Persons: Imagery and Thought in theravada Buddhism, p. 63.,정일권, Ibid, 177.
80. ↑  Collins,Ibid., p.262.,정일권, Ibid.
81. ↑  Edward Conze, Buddhistisches Denken: Drei Phasen buddhistischer Philosophie in Indien (Frankfurt am Main: Insel Verlag, 1988), p.75.,정일권, Ibid.
82. ↑  Ilana Friedrich-Silber, “Dissent Through holiness: The Case of the Radical renouncer in Theravada Buddhist Commuities,” in Numen: International Review for the History of Religions 23 (1981), pp. 167-8; Tambiah, “Max Webers Untersuchung des frühen Buddhismus. Eine Kritik,” p. 217.,정일권, Ibid.
83. ↑  정일권, Ibid, 259.
84. ↑  정일권, Ibid, 306.
85. ↑  James Laidlaw, Riches and Renunciation: Religion, Economy, and Society among the Jains (Oxford: Clarendon Press, 1995), pp.115-6.,정일권, Ibid, 211.
86. ↑  Max Weber, Gesammelte Aufsätze zur Religionssoziologie II/ Hinduismus und Buddhismus, p. 246.,정일권, Ibid, 212.
87. ↑  Dumont, Gesellschaft in Indien: Die Soziologie des Kastenwesens, p.311.,정일권, Ibid, 211.
88. ↑  Edmund Weber, “Bauddah Dharma vs. Hindu Dharma? Studien zum Problem der Differenz und Konvergenz von Buddhismus un Hinduismus,” Journal für Religionskultur 42. 200, p.11.,정일권, Ibid.
89. ↑  Gombrich, Der Theravada-Buddhismus: Vom alten Indien bis zum modernen Sri Lanka, p. 39.; Lamotte, “Der Buddha, Seine Lehre und Seine Gemeinde,” p.23; Helmut von Glasenapp, Von Budda zu Gandhi: Aufsätse sur Geschichte der Religionen Indiens, ed. Volker Moeller, Wilfrid Nölle [and] Joachim-Friedrich Sprockhoff (Wiesbaden: O. Harrasowitz, 1962), p.18; Gombrich, Precept and Practice: Traditional Buddhism in the Rural Highlands of Ceylon, p.295.,정일권, Ibid.
90. ↑  Von Brück an Lai, Buddhismus und Christentum: geschichte, Konfrontation, Dialog, p.321; Robert A. f. Thurman, “The Buddhist Messiahs: The Magnificent Deeds of the Bodhisattvas,” in The Christ and the Bodhisattva, ed. Donald S. Lopez, Jr. Steven and C. Rockefeller (Albany: State University of New York Press, 1987., 정일권, Ibid, 326.
91. ↑  정일권, Ibid.
92. ↑  Cheng-mei Ku, “A Ritual of Mahayana Vinaya: Self-Sacrifice,” in David Kalupahana, ed. Buddhist Thought and Ritual (New York: Paragon, 1991), p.167.,정일권, Ibid, 326-327.
93. ↑  Alexandra David-Néel, Der Weg zur Erleuchtung: Geheimlehren, Zeremonien und Riten in Tibet, aus dem Französischen von Erwin Reinisch (Stuttgart: h.E.Günther, 1960), pp.139-41.,정일권, Ibid. 327.
94. ↑  Bareau, “Der indische Buddhismus,” p.148.,정일권, Ibid. 327.
95. ↑  Shlingloff, Die Religion des Buddhismus 2, Der Heilsweg für die Welt, p.73.,정일권, Ibid. 328-329.
96. ↑  Heinrich Dumoulin, Degegnung mit dem Buddhismus: Eine Einführung (Freiburg-Basel-Wien: Verlag Herder, 1978), pp86-7.,정일권, Ibid.
97. ↑  정일권, Ibid, 330.

## 관련서적
- J. J. 클라크, 장세룡 역,  "동양은 어떻게 서양을 계몽했는가", 우물이 있는 집, 2004, ISBN 8989824222
- 고준환,  "성경엔 없다", 불지사, 2001, ISBN 8976380401
- 로이 아모르, 류시화 역, "성서속의 붓다", 정신세계사, 2003, ISBN 8935701572
- 민희식,  "법화경과 신약성서", 블루리본, 2007, ISBN 9788988185117
- 민희식, "예수와 붓다", 블루리본, 2007, ISBN 9788988185131
- 마커스 보그, 홍용자 역, "예수와 붓다의 대담", 주변인의길, 2001, ISBN 8985344668
- Prophet, Elizabeth Clare, 황보석 역, "예수의 잃어버린 세월", 동국출판사, 1987 [깨진 링크(과거 내용 찾기)]
- Elizabeth Clare, 김용환 역, "불제자였던 예수", 서울 : 나무, 1987 [깨진 링크(과거 내용 찾기)]
- Holger Kersten, 장성규 역, "인도에서의 예수의 생애 : 십자가 처형을 전후한 예수의 알려지지않은생애", 서울 : 고려원, 1988 [깨진 링크(과거 내용 찾기)]
- 정일권, "붓다와 희생양", SFC, 2013